# Henk Numan

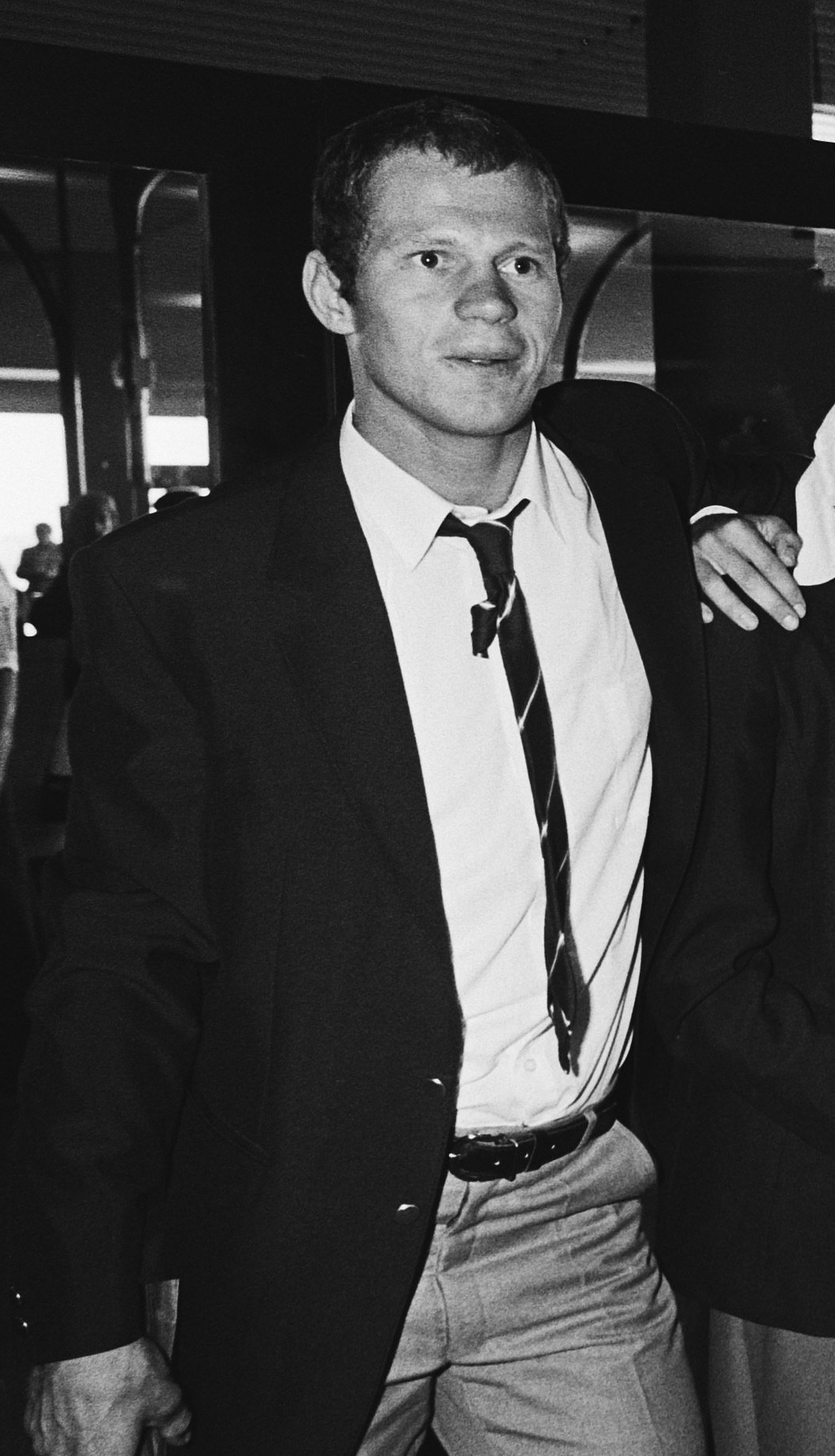
Henk Numan 1980

Hendrik „Henk“ Numan (* 13. Juni 1955 in Amsterdam; † 26. April 2018 in Landsmeer) war ein niederländischer Judoka. Er gewann 1980 eine olympische Bronzemedaille.

## Sportliche Karriere
Der 1,87 m große Numan trat meist im Halbschwergewicht an. Er gewann von 1977 bis 1982 sieben niederländische Meistertitel, fünf im Schwergewicht und zwei in der offenen Klasse. 1978 verlor er das Finale in der offenen Klasse gegen Peter Adelaar.
1974 gewann Numan eine Bronzemedaille bei den Junioren-Europameisterschaften. 1976 war Numan Militärweltmeister. Bei den Weltmeisterschaften 1979 unterlag er im Achtelfinale dem sowjetischen Judoka Tengis Chubuluri, mit drei Siegen in der Hoffnungsrunde kämpfte sich Numan zur Bronzemedaille durch. Bei den Olympischen Spielen 1980 in Moskau erreichte Numan mit zwei Siegen das Poolfinale, in dem er dem Belgier Robert Van de Walle unterlag. Mit dem Sieg über den Ungarn István Szepesi in der Hoffnungsrunde sicherte sich Numan eine Bronzemedaille. 1982 belegte Numan noch einmal den fünften Platz bei den Europameisterschaften. 
Nach seiner aktiven Karriere war Numan Präsident des niederländischen Judo-Verbands.